# Kassian Cephas
Kassian Cephas, né le 15 janvier 1845 à Yogyakarta, au centre de l'île de Java, et mort dans la même ville le 16 novembre 1912, est un photographe indonésien.

## Biographie
Kassian Cephas est né à Yogyakarta, alors dans les Indes orientales néerlandaises, actuelle Indonésie.
Il a été photographe officiel des sultans de Yogyakarta et a pris des clichés de la famille royale.
En 1885, à la demande de l'archéologue Jan Willem IJzerman (nl), il photographie les reliefs du temple bouddhiste Borobudur, dans le centre de l'île de Java, dont la base venait d'être désensevelie. En 1889-1890, il est chargé d'un reportage sur l'ensemble des 240 temples hindous de Prambanan, à proximité de Yogyakarta, construits au IXe siècle.
Kassian Cephas a eu trois fils également photographes, dont Sem Cephas (1870-1918) qui reprend sa suite.

## Publications
- (nl) Tjandi Parambanan op Midden-Java, na de ontgraving. Door Dr J. Groneman,... met lichtdrukken van Cephas, hoffotograaf te Jogjäkartä, La Haye, M. Nijhoff, 1893 : album de 62 photographies des temples de Parambanan à Java. L'exemplaire de la Bibliothèque nationale de France provient des collections de Roland Bonaparte.
- (nl) De Garebeg's te Jogjakarta, Leyde, KITLV, 1895, avec 25 photographies[5].

## Collections
- Koninklijk Instituut voor Taal-, Land- en Volkenkunde (KIILV) (nl), Leyde[3].
- Getty Research Institute, Los Angeles : 18 photographies des temples de Prambanan à Java[6].
- Musée d'ethnographie de Rotterdam[7].

## Galerie

Kassian Cephas auprès du Bouddha du Temple de Mendut, vers 1890[8].
Le Temple de Borobudur, 1890-1891.
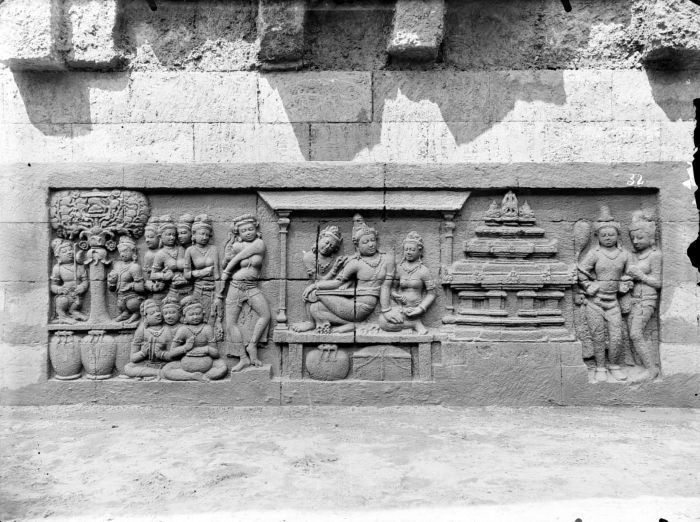
Bas-relief sculpté du temple de Borobudur, 1890-1891.
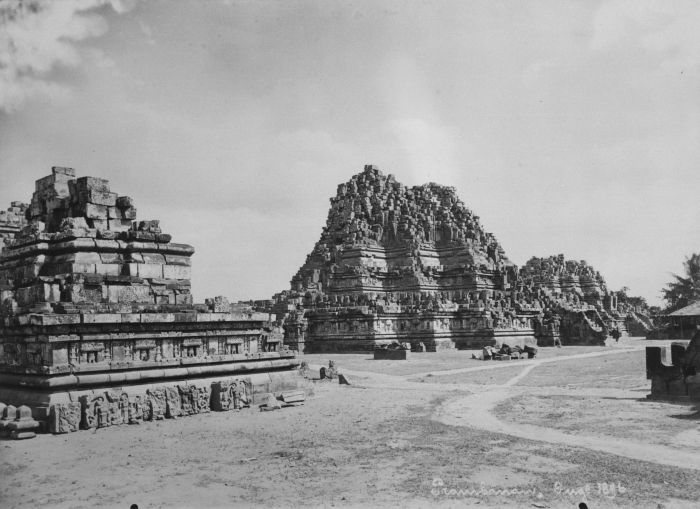
Temples de Prambanan, août 1896.
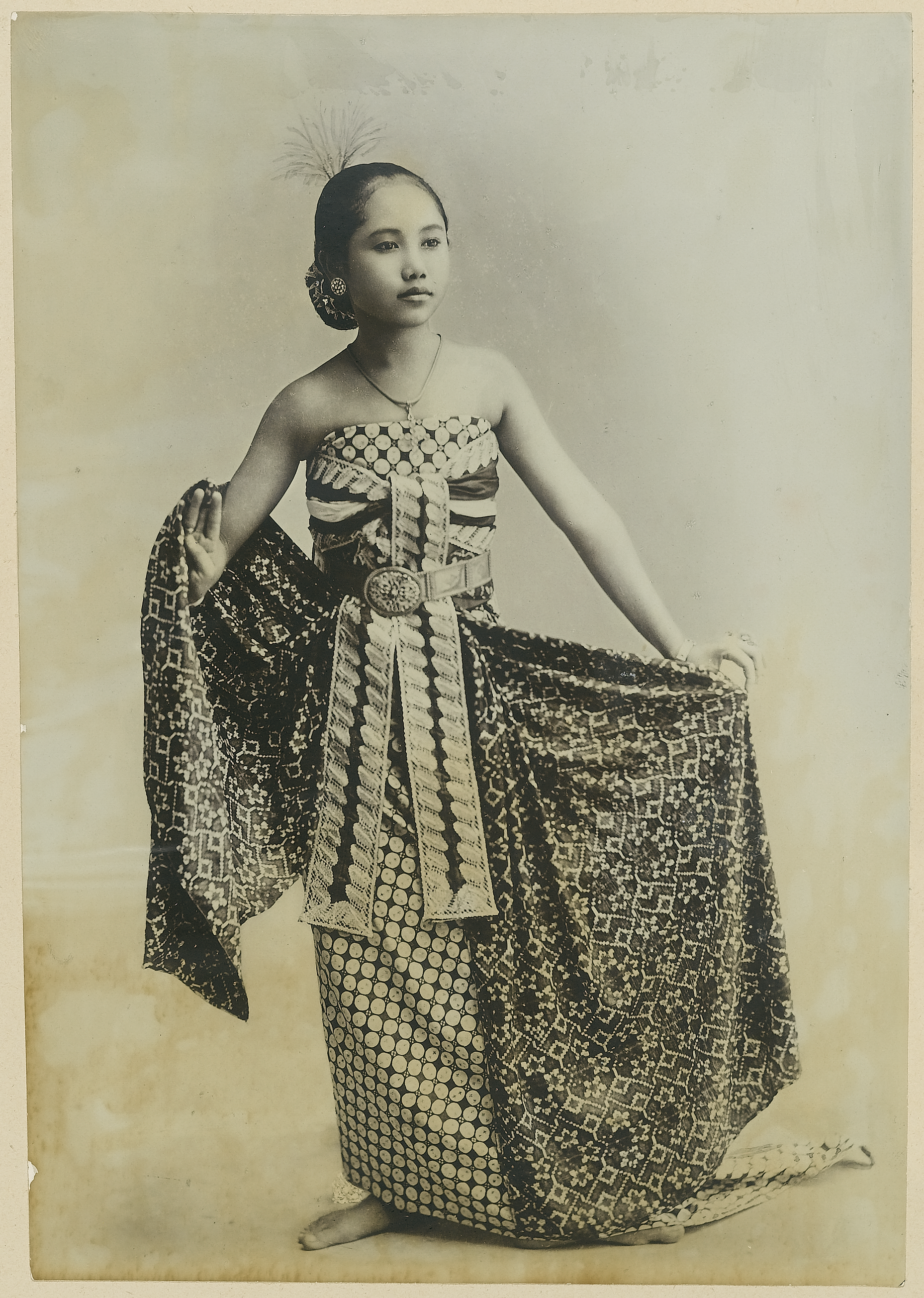
Jeune danseuse, photographie prise en studio à Yogyakarta, vers 1900.
Réception de Jean-Albert de Mecklembourg dans le palais royal du sultan de Yogyakarta, 1910.
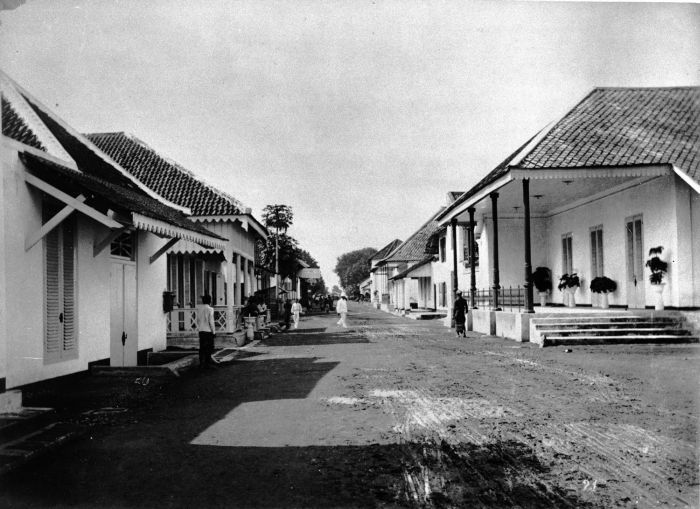
Une rue de Yogyakarta, vers 1890.
Le sultan Hamengkubuwono VII (en), vers 1885.
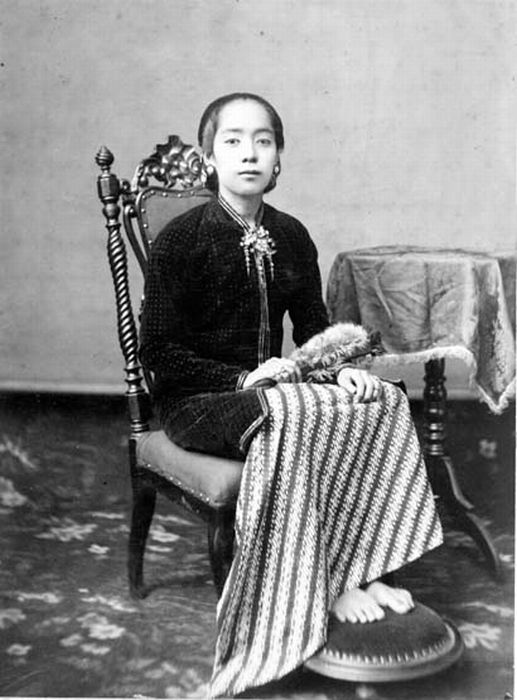
Ratoe Madoeretna, fille du sultan Hamengkubuwono VII, 1890-1900.
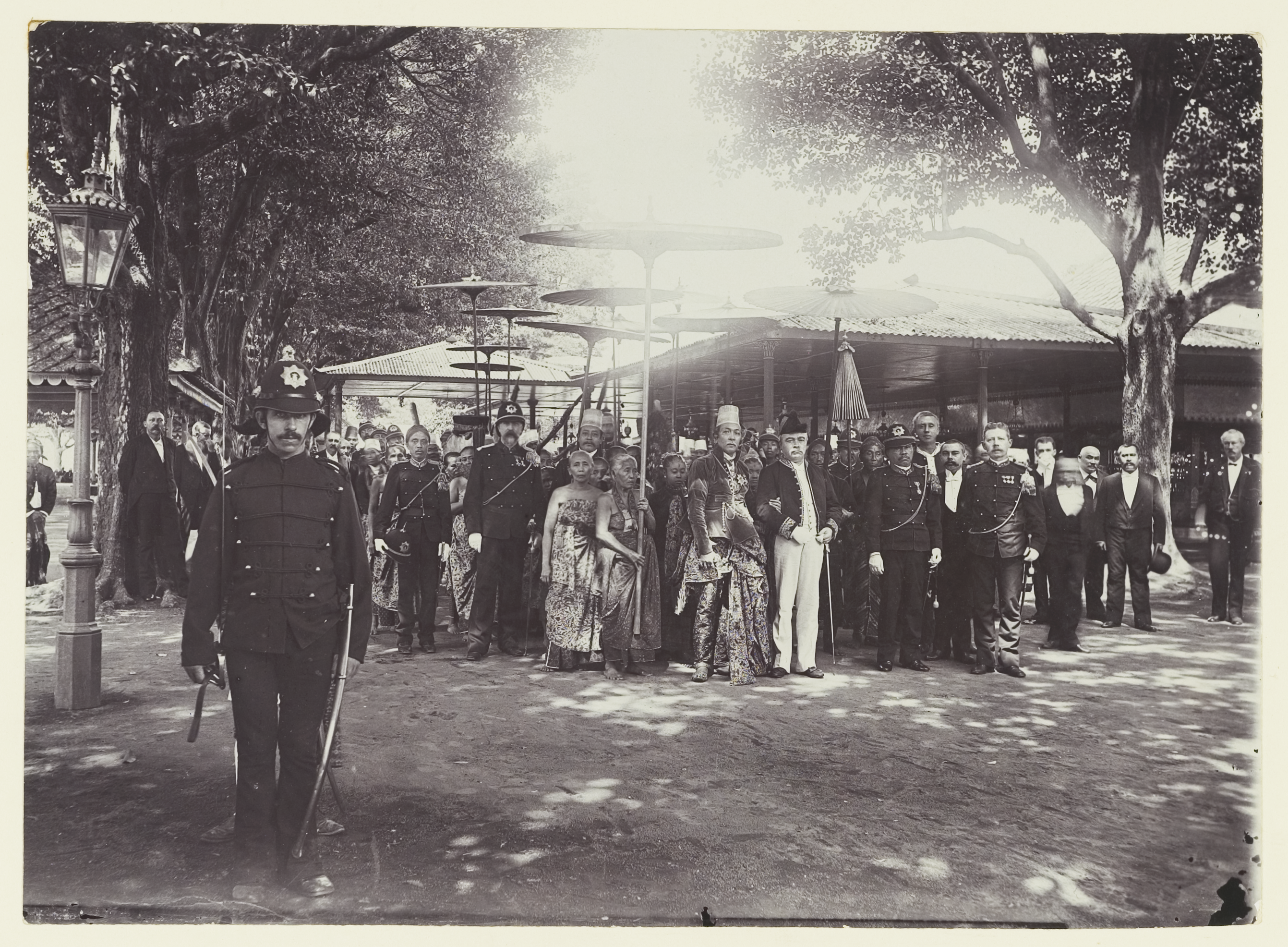
Le sultan Hamengkubuwono VII et le résident néerlandais C. M. Ketting Olivier lors d'une cérémonie religieuse, vers 1894.